# 연방독일인
연방독일인(독일어: Bundesdeutsche) 또는 연방시민(독일어: Bundesbürger)은 1990년 독일의 재통일 이전까지의 독일연방공화국의 시민을 독일민주공화국 및 동베를린 인민들, 자르 보호령 시민들과 구분하여 가리킨 말이다.
"연방시민" 개념은 독일 민족에게만 배타적으로 사용되는 표현이 아니다. 독일연방공화국 시민권을 가진 사람이라면 누구든지 연방시민을 칭할 수 있다.